# NGC 1708
NGC 1708是一个位于鹿豹座的疏散星团。 由英国天文学家約翰·弗里德里希·威廉·赫歇爾于1831年发现。距离太阳系大约600pc，最新估计的年龄为5.75亿年。
 维基共享资源上的相關多媒體資源：NGC 1708
- NED – NGC 1708
- SEDS – NGC 1708
- SIMBAD – NGC 1708
- VizieR – NGC 1708